# Lagertheorie (Politik)
Die Lagertheorie ist eine von dem Historiker Adam Wandruszka in den 1950er Jahren entwickelte Theorie zur Analyse des Parteiensystems in der Ersten Republik Österreichs. Die Lagertheorie wurde – unbewusst oder mit Absicht – für viele weitere Staaten in öffentlichen wie wissenschaftlichen Debatten zu grundlegenden Beschreibungen von Parteiensystemen übernommen. In Deutschland sind auch „Milieus“ und für die Niederlande „Säulen“ verwandte Begriffe für die Beschreibung gesellschaftlicher und politischer Grundstrukturen, auf die sich ein Parteiensystem stützt.

## Österreich
Für die Erste Republik Österreichs beschrieb Adam Wandruszka (1954) drei Lager:
- das christlichsozial-konservative Lager mit der Christlich-Sozialen Partei (CSP) samt Heimwehr (Hauptteils) und Bauernverbänden mit enger Bindung zur katholischen Kirche
- das sozialistische Lager bestehend aus der Sozialdemokratischen Partei (SDAPDÖ) und den Organisationen der Arbeiterbewegung
- das nationale Lager mit der Großdeutschen Volkspartei (GDVP), Landbund und Nationalsozialistische Deutsche Arbeiterpartei (NSDAP)

Wandruszka rechtfertigte den wissenschaftlichen Gebrauch des Begriffs nicht nur mit seiner Etablierung im alltäglichen Sprachgebrauch, sondern vor allem mit dem „militanten Charakter des Phänomens“, in der ausdrückliche Gegnerschaft und unüberbrückbare Gegensätze das eigene Lager vom anderen abgrenzen. Die Feindschaft zwischen den politischen Lagern Österreichs mündete schließlich in bürgerkriegsähnliche Unruhen im Februar 1934, deren Wunden bis weit in die Zweite Republik nachwirkten. Im heutigen Parteiensystem Österreichs mit den drei Traditionsparteien ÖVP, SPÖ und FPÖ und ihrem immer noch großen Geflecht von Vorfeldorganisationen sind die historischen Lager noch immer erkennbar.

## Deutschland

### Vier im Bundestag und in Landtagen vertretene Parteien/Fraktionen
In der Bundesrepublik Deutschland führte Mitte der 1980er Jahre der damalige Generalsekretär der CDU, Heiner Geißler, die Lagertheorie in die deutsche Medienöffentlichkeit ein. Geißler beschrieb innerhalb des neu entstandenen Vier-Parteien-System der Bundesrepublik folgende zwei Lager:
- das „bürgerliche“ Lager aus CDU/CSU und FDP und
- das linke Lager aus SPD und Grünen

Seine Schlussfolgerung aus dieser Situationsbeschreibung war, dass Erfolgsfaktor der Politik sei, eine Mehrheit des eigenen Lagers herbeizuführen. Stimmengewinne der eigenen Partei zu Lasten des Lagerpartners seien ein Nullsummenspiel. Um wiederum Wähler des anderen Lagers anzusprechen, sei eine gemäßigte Politik der Mitte notwendig. In der Folge präsentierte sich die CDU als die „große Volkspartei der Mitte“.
Hintergrund von Geißlers Lagertheorie war die Änderung des bisherigen Drei-Parteien-Systems aus Union, SPD und FDP hin zu einem Vierparteiensystem mit den Grünen und dem Aufkommen der Partei Die Republikaner auf der rechten Seite des politischen Spektrums.
In den 1970er-Jahren stellte die FDP unter den drei Parteien die Politische Mitte und damit das „Zünglein an der Waage“ dar. Die Regierungswechsel im Bund 1969 und 1982 wurden jeweils nicht durch Wahlen, sondern durch Koalitionswechsel der FDP bewirkt. Beide Wechsel hatten bei der FDP zu einem Austausch eines erheblichen Teils der Wähler und Mitglieder geführt. Geißler betrachtete in seiner Lagertheorie nun die FDP als stabilen Teil des bürgerlichen Lagers. Gleichzeitig hing der FDP weiterhin der Ruf einer unzuverlässigen „Umfallerpartei“ an.
Die neue Partei der Grünen war Mitte der 1980er-Jahre noch völlig vom Konflikt zwischen Fundis und Realos geprägt. Während die einen eine Fundamentalopposition anstrebten, wollten die zweiten mit der nach links gerückten SPD eine Regierungsmehrheit bilden. Bereits bei der ersten Gelegenheit, nach der Landtagswahl in Hessen 1983, kam es zur Bildung einer rot-grünen Koalition. Geißler ging davon aus, dass auch anderswo rot-grüne Regierungen gebildet werden würden, wenn sich hierfür Mehrheiten ergäben.
Der letzte Faktor war das Aufkommen der Republikaner, die sich als nationalkonservative Kraft und demokratische Alternative von rechts darstellten. Die Union grenzte sich hart gegen die REP ab. Der damalige Ministerpräsident Franz Josef Strauß kommentierte den Wahlerfolg der REP in Bayern 1986 mit den Worten: „Rechts von der CSU darf es keine demokratisch legitimierte Partei geben!“ Damit war klar, dass die CSU in der Ära Strauß und in den darauf folgenden Jahren die Republikaner und andere rechte Parteien nicht als Teil des eigenen Lagers behandeln und sie strikt ausgrenzen würde.
Geißlers Lagertheorie wurde von verschiedenen Seiten angegriffen. Teile der CDU und die CSU fürchteten darum, mit einem Kurs der Mitte konservative Wähler zu verlieren, ohne dass in der Mitte Wähler gewonnen würden. Weiterhin sei diese Politik ein Grund für die Zugewinne der FDP zu Lasten der Union.
Auch von anderer Seite gab es massive Kritik. Weder war es im Interesse der FDP, in „Nibelungentreue“ an die Union gebunden zu sein, noch die SPD an die Grünen.

### Fünf im Bundestag und in Landtagen vertretene Parteien/Fraktionen
Mit der Wende erweiterte sich das Parteiensystem Deutschlands erneut. Mit der PDS kam eine neue Partei hinzu. Bereits 1994 erfolgte erstmals eine Regierungsbildung mit den Stimmen der PDS (Magdeburger Modell), da ohne die Stimmen der PDS keine Mehrheitsentscheidungen im Landtag von Sachsen-Anhalt (außer durch Einbezug einer Partei des jeweils „anderen“ Lagers) mehr möglich waren. Seit 1994 wird darüber diskutiert, inwieweit Die Linke einem neu zu definierenden linken Lager zuzurechnen sei.
Noch im Bundestagswahlkampf 1998 wurde die Lagertheorie vielfach als mögliches Erklärungsmodell diskutiert.
Vor 2005 wurde die überwiegende Zahl der Regierungen tatsächlich innerhalb der Lager gebildet. Ausnahmen waren die Regierungen in Hamburg (1987 bis 1991), in Rheinland-Pfalz (1991 bis 2006), in Brandenburg (von 1990 bis 1994) sowie in Bremen (von 1991 bis 1995). Zu einer Koalition unter Beteiligung der CDU oder des CSU und der Partei Bündnis 90/Die Grünen kam es bis 2005 nicht.
Im Zusammenhang mit der Bundestagswahl 2005 wurde die Lagertheorie für obsolet erklärt. Da weder 2005 noch 2013 eine (bis 2017 rechnerisch mögliche) Koalition der Parteien SPD, Bündnis 90/Die Grünen und Die Linke zustande kam, wurde 2005 die erste von bislang drei Großen Koalitionen im Bund gebildet, was den traditionellen Eindruck, die „Lagerführer“ CDU bzw. CSU und SPD betrieben eine völlig unterschiedliche Politik, nachhaltig in Frage stellte. Nur von 2009 bis 2013 konnte auf Bundesebene eine Regierung gebildet werden, die vollständig einem „Lager“ angehörte (bestehend aus CDU/CSU und FDP).
Nach 2005 fanden auf Landesebene auch CDU und Grüne in Koalitionen zueinander. Diese Kombination wurde in drei Fällen, in Hamburg von 2008 bis 2010, in Hessen seit 2014 und in Baden-Württemberg seit 2016 genutzt. Eine Jamaika-Koalition existierte bzw. existiert von November 2009 bis Januar 2012 im Saarland, seit 2017 in Schleswig-Holstein. Eine solche Koalition hätte es beinahe auch nach der Bundestagswahl 2017 auf Bundesebene gegeben (siehe auch Jamaika-Sondierungsgespräche 2017).
Von einem voll entwickelten „Fünf-Parteien-System“ wurde gesprochen, nachdem die Partei Die Linke auch in mehrere Landesparlamente der alten Bundesländer (zum Beispiel Nordrhein-Westfalen) eingezogen war. Bei der Bundestagswahl 2005 hatten weder Rot-Grün noch Schwarz-Gelb eine Mehrheit der Sitze im Bundestag. Ein Einbezug der Linken in eine rot-rot-grüne Koalition kam damals auf Bundesebene ebenso wenig in Frage wie eine Tolerierung einer rot-grünen Minderheitsregierung durch die Linke. Auch zu einer „Ampel“, bestehend aus CDU/CSU, FDP und Grünen oder aus SPD, Grünen und FDP, kam es nicht. Große Koalitionen aus CDU/CSU und SPD als Ausweg aus dem Dilemma bildeten, anders als von 1966 – 1969, keine Ausnahme mehr. Dass beide Parteien zusammen die absolute Mehrheit der Abgeordneten hinter sich vereinigen könnten, galt lange Zeit als selbstverständlich.
Koalitionsbildungen sind in Deutschland schwieriger geworden, seitdem Parlamente hier aus mehr als vier Fraktionen bestehen. Wahlkämpfer müssen immer öfter zugeben, dass sie eine an sich nicht gewünschte Große Koalition, den Einbezug einer Partei des „anderen Lagers“ in eine Regierung, deren Mitglied die Partei sein soll, sowie eine Zusammenarbeit mit einer nicht koalitionsfähigen Partei aus einer Minderheitsposition heraus für die Zeit nach der Wahl nicht ausschließen können. So gab es in Nordrhein-Westfalen eine rot-grüne Minderheitsregierung mit linker Tolerierung; im Saarland regierte eine Jamaika-Koalition (schwarz-gelb-grün) auf Landesebene, und in Baden-Württemberg gibt es seit 2016 erstmals in der deutschen Geschichte eine grün-schwarze Landesregierung. Das Ergebnis der Landtagswahl in Sachsen-Anhalt 2016 zeigte jedoch, dass Wahlen möglich sind, bei denen CDU bzw. CSU und SPD zusammen keine absolute Mehrheit der Sitze erringen können. Hauptgrund hierfür ist die Stärke der neuen Partei Alternative für Deutschland (AfD), die beide ehemaligen Volksparteien schrumpfen ließ. An dieser Situation änderte sich bis 2021 nichts. In Sachsen-Anhalt wurde 2016 eine „Kenia-Koalition“, bestehend aus CDU, SPD und Grünen, gebildet, 2021 eine „Deutschland-Koalition“, bestehend aus CDU, SPD und FDP. Auch in Sachsen wurde nach der Landtagswahl 2019 eine „Kenia-Koalition“ gebildet.
Geißler selbst hielt 2010 Schwarz-Grün nach der Wahl in Baden-Württemberg für „eine reelle Option“.

### Sechs (und mehr) im Bundestag und in Landtagen vertretene Parteien/Fraktionen
Für die These, dass Geißlers Lagertheorie nicht mehr haltbar sei, wurde 2018 auch die Landtagswahl in Bayern 2018 angeführt. Die CSU verlor in Bayern im Vergleich zu 2013 190.000 Wähler an die Grünen (mehr als an die AfD), und ein Viertel der dortigen ehemaligen SPD-Wähler votierte für die CSU. Die AfD und die Freien Wähler erhielten bei der Wahl in Bayern jeweils mehr als zehn Prozentpunkte.
Inzwischen zog die AfD in alle Landtage in Deutschland sowie (nach der Bundestagswahl 2017) in den Bundestag ein. In diesem gibt es (wie auch in vielen Landtagen) jetzt sechs Fraktionen. Damit ist das damalige Anliegen von Franz-Josef Strauß gescheitert, den Einzug einer demokratisch legitimierten Partei rechts von den Unionsparteien in deutsche Parlamente zu verhindern. Die AfD wird von den meisten Amtsträgern etablierter Parteien nicht als möglicher Koalitionspartner bewertet, auch nicht von der CDU in einem erweiterten „rechten Lager“. Während die Akzeptanz einer Zusammenarbeit mit den Linken, bis hin zu einer Regierungskoalition, bei SPD und Grünen tendenziell zunimmt.

### Linkes Lager
In der Gegenwart stellt sich erneut die Frage, ob es noch Lager im Sinne von Koalitionspräferenzen gibt. taz.de wies im Juni 2019 darauf hin, dass die Grünen, die SPD und die Linken ähnliche Positionen verträten. Die drei genannten Parteien hätten sich zu 26 von 38 Thesen, die der Wahl-O-Mat der Bundeszentrale für politische Bildung für die Europawahl in Deutschland 2019 vorgegeben habe, gleich positioniert, während es bei dieser Wahl nur bei 15 Thesen eine Übereinstimmung zwischen den Grünen und der CDU gegeben habe.
Nach der Wahl zur Bremer Bürgerschaft, die ebenfalls am 26. Mai 2019 stattfand, entschieden sich die Grünen für die Bildung einer rot-grün-roten Koalition, obwohl eine Koalition mit der rechnerischen Mehrheit der CDU-, Grünen- und FDP-Abgeordneten hätte gebildet werden können. Die Bremer Grünen sorgten mit ihrer Entscheidung dafür, dass 2019 erstmals in einem Land der Bundesrepublik in den Grenzen von 1989 (ohne Berücksichtigung Berlins) eine Koalition aus den drei Parteien des „linken Lagers“ gebildet wurde. In Thüringen gibt es mit kurzer Unterbrechung seit 2014 eine rot-rot-grüne Landesregierung (seit 2020 als Minderheitsregierung), in Berlin gab es sie von 2016 bis 2023.

### Bürgerliches Lager
Bei einer Reihe von Wahlen in der jungen Bundesrepublik Deutschland gab es Listenverbindungen oder gemeinsame Listen aus dem sich selbst so bezeichnenden „Bürgerlichen Lager“ zur Verbesserung der Wahlchancen. Beispiele sind der Vaterstädtische Bund Hamburg, der Hamburg-Block, der Deutsche Wahlblock bei der Landtagswahl in Schleswig-Holstein 1950, die Niederdeutsche Union bei der Landtagswahl in Niedersachsen 1951 oder die Allianz für Deutschland.
Ein „bürgerliches Lager“ hat es Peter Pragal zufolge jedoch in Deutschland allenfalls bis zur Weimarer Republik gegeben. Als Bourgeois habe im 19. Jahrhundert ein Mensch gegolten, der im Gegensatz zum Proletarier sein Einkommen nicht aus lohnabhängiger Arbeit bezogen habe. Damals hätten sich konservative, liberale und konfessionelle Parteien von den Arbeiterparteien abgegrenzt. Das habe auch noch für das frühe 20. Jahrhundert und für die Weimarer Republik gegolten. Die Annahme eines Gegensatzes zwischen „Bourgeois“ und „Proletariern“ und einer Zuordnung zu politischen Lagern werde der heutigen sozialen Realität aber nicht mehr gerecht. Denn heute seien die meisten SPD-Mitglieder keine Arbeiter, sondern Akademiker und Angehörige des öffentlichen Dienstes. Wer bei den Grünen organisiert sei oder sie wähle, zähle, so Pragal, in der Regel nicht zu gesellschaftlichen Außenseitern, sondern zum gehobenen Mittelstand. Und auch der Besitz sei – anders als früher – kein Kriterium für die Vergabe des Prädikates „bürgerlich“. In materiell gesicherten Verhältnissen, einschließlich Immobilienbesitz und Sparguthaben, lebten heute Menschen quer durch das politische Spektrum. Der Begriff „bürgerliches Lager“ stehe für Ausgrenzung, für Ideologie und für Überheblichkeit. Er diffamiere politische Mitbewerber. Den politischen Kampfbegriff ‚bürgerliches Lager‘ sollte man Pragal zufolge „aus unserem Vokabular streichen.“

### Lagerwahlkampf
Als „Lagerwahlkampf“ wird eine Wahlstrategie bezeichnet, bei der die Parteien des gleichen Lagers im Wahlkampf deutlich machen, dass es in der Wahl um die Entscheidung zwischen den Lagern geht. Diese Strategie betont zum einen die Gemeinsamkeiten der eigenen Position mit der des Partners (z. B. durch eine klare Koalitionsaussage) und stellt zum anderen die Parteien des anderen Lagers als Block dar.
Christoph Seils schrieb vor der Landtagswahl 2011 in Berlin in der Tageszeitung Tagesspiegel (dort regierte seit 2002 bis nach der Wahl 2011 eine rot-rote Koalition):
Das Fünf-Parteiensystem lähmt die Wahlkämpfer, weil die Parteien auch über die Lagergrenzen hinaus koalitionsfähig sein müssen. Die Zeiten, in denen sich im Wahlkampf nicht nur Parteien gegenüberstanden, sondern auch mögliche Bündnisse, scheinen endgültig vorbei.
Wesentliches Merkmal der Wahlkampfstrategie von CDU/CSU und FDP zur Bundestagswahl 2021 war die Aussage, SPD und Grüne wollten zusammen mit der Partei „Die Linke“ die neue Bundesregierung stellen, um so eine „linke Politik“ umzusetzen. Diese Möglichkeit entfiel durch das schlechte Wahlergebnis der Linken, so dass sich entweder die FDP oder die Grünen dem ihnen „fremden“ Lager zugesellen mussten, da eine erneute Große Koalition, aber auch eine Minderheitsregierung allgemein nicht gewünscht wurde.

## Blockpolitik in skandinavischen Ländern
In Dänemark wird statt vom „linken“ und „bürgerlichen Lager“ vom „roten“ respektive „blauen Block“ gesprochen. Dem roten Block werden die linken Parteien, wie De Radikale (B), Alternativet (Å), Socialdemokraterne (A), SF (F) und Enhedslisten (Ø) zugeordnet, während dem blauen Block liberale und konservative Parteien, wie Liberal Alliance (I), Kristendemokraterne (K), De Konservative (C), Venstre (V), Dansk Folkeparti (O), Fremskridtspartiet (Z) und Nye Borgerlige (D), angehören. Diese Blöcke werden bereits im Wahlkampf als solche wahrgenommen, da sich die Parteien auch selbst diesen Blöcken zuordnen und sich entsprechend positionieren. Dabei sind die Erfolgsaussichten für neue Parteien aufgrund der niedrigen Sperrklausel von 2 % recht hoch. Traditionell kommt es häufig zu Minderheitsregierungen, die von Parteien des gleichen Blocks – trotz etwaiger Meinungsverschiedenheiten in Einzelfragen – gestützt werden, ohne dass diese der Regierungskoalition angehören. Solche blockgestützten Minderheitsregierungen erwiesen sich im Vergleich zu solchen in anderen Ländern als ungewöhnlich stabil. Für den Wähler hat das zudem den Vorteil, dass er seinen Willen durch einen „Parteienwechsel“ innerhalb des Blocks akzentuierter zum Ausdruck bringen kann, ohne das Lager wechseln zu müssen.
Ebenfalls in den autonomen Regionen Dänemarks existieren Lager. In Färöer besteht der „rote“ Block aus Nýtt Sjálvstýri (D), Javnaðarflokkurin (C) und Tjóðveldi (E), während dem blauen Block Miðflokkurin (H), Sambandsflokkurin (B) und Fólkaflokkurin (A) angehören; während Framsókn (F) keinem Block angehört. Dagegen werden in Grönland dem „roten“ Block Demokraatit (D), Siumut (S) und Inuit Ataqatigiit (IA) und dem „blauen“ Block Atassut (A)] und die Nunatta Qitornai (NQ) zugerechnet; die Partii Inuit und die Partii Naleraq gehören keinem Lager an.
Auch in Schweden sind Politik und Parteienlandschaft durch eine derartige Blockpolitik gekennzeichnet. Zum einen gibt es den „bürgerlichen Block“ (det borgerliga blocket), bestehend aus Centerpartiet (C), Folkpartiet liberalerna (L), Kristdemokraterna (KD) und Moderaterna (M), die auch die Allianz bilden; und zum anderen den „linken Block“ (vänsterblocket), aus Miljöpartiet (MP), Socialdemokraterna (S) und Vänsterpartiet (V), welche sich zwischen 2008 und 2010 auch zu einem Bündnis namens „Rot-Grüne“ zusammengeschlossen hatten; die Sverigedemokraterna (SD) werden bislang keinem Block zugeordnet.
In Norwegen gibt es ebenfalls so eine Blockpolitik. Es gibt den „linken Block“ aus Senterpartiet (Sp), Arbeiderpartiet (Ap), Sosialistisk Venstreparti (SV) und Rødt (R), welche sich zwischen 2005 und 2013 auch zu einem Bündnis namens „Rot-Grüne“ zusammengeschlossen hatten, und einen „bürgerlichen Block“, bestehend aus Venstre (V), Kristelig Folkeparti (KrF), Høyre (H) und Fremskrittspartiet (FrP); die Miljøpartiet De Grønne (MDG) wird bislang keinem Block zugeordnet.

## Andere Länder
In vielen Ländern, in denen kein Zweiparteiensystem existiert, entstehen meistens 2 große Lager.
Europa
In Frankreich gab es bis zur Präsidentschaftswahl in Frankreich 2017 zwei dominierende große Lager, die sich aufgrund des Mehrheitswahlrecht gebildet haben. Das „rechte Lager“ besteht unter anderem aus Les Républicains und Union des démocrates et indépendants, das „linke Lager“ angeführt von der Parti socialiste besteht unter anderem aus der Parti radical de gauche und Europe Écologie-Les Verts und das 2017 entstandene „Lager der Mitte“ besteht aus En Marche und Mouvement démocrate.
Ebenfalls in Italien existiert ein Lagersystem, das nach dem Zerfall der beiden großen Parteien Democrazia Cristiana und Partito Comunista Italiano entstanden ist. Die größten Mitglieder der Coalizione di centrodestra sind Forza Italia, die Movimento Nazionale per la Sovranità, Lega Nord und Fratelli d’Italia – Alleanza Nazionale. Die wichtigsten Mitglieder der Coalizione di centrosinistra sind die Partito Democratico, Alternativa Popolare, die Federazione dei Verdi, die Südtiroler Volkspartei und die Partito Autonomista Trentino Tirolese. Der MoVimento 5 Stelle gehört keinem Lager an.
Bei der Parlamentswahl 2008 in San Marino bildeten sich ähnliche Lager. Der Patto per San Marino primär bestehend aus Partito Democratico Cristiano Sammarinese (Schwesterpartei der Democrazia Cristiana), Arengo e Libertà (Schwesterpartei der Forza Italia), Alleanza Popolare dei Democratici Sammarinesi per la Repubblica (Schwesterpartei der Lega Nord), Nuovo Partito Socialista (Schwesterpartei der Nuovo PSI), Popolari Sammarinesi (Schwesterpartei der Unione di Centro), Noi Sammarinesi (Schwesterpartei der Democrazia Cristiana per le Autonomie) und Alleanza Nazionale Sammarinese (Schwesterpartei der Alleanza Nazionale) und Riforme e Libertà primär bestehend aus Partito dei Socialisti e dei Democratici (Schwesterpartei der Partito Democratico), Rifondazione Comunista Sammarinese (Schwesterpartei der Partito della Rifondazione Comunista), Partito della Sinistra – Zona Franca (Schwesterpartei der Sinistra Democratica), Sammarinesi per la Libertà (Schwesterpartei der Rinnovamento Italiano) und Democratici di Centro (Schwesterpartei der Partito Popolare Italiano). Die beiden Lager zerbrachen jedoch 2011.
In der Republik Moldau sind zwei große Lager zu erkennen, ein liberal-konservatives pro-europäisches Lager und ein linkes eher pro-russisches Lager. Das pro-europäische Lager in Moldawien war bereits unter mehreren Namen in Bündnisse bzw. Regierungen zusammengeschlossen: die Allianz für europäische Integration (2009–2013), die Pro-europäische Koalition (2013–2015), die Politische Allianz für ein europäisches Moldawien (2015) und die Allianz für europäische Integration III (2015–2016). Seit 2021 regiert eine Alleinregierung der pro-europäischen Partei Aktion und Solidarität, dem ein linker, pro-russischer Block aus Kommunisten und Sozialisten entgegensteht. Bis zur Euromaidan-Revolution gab es eine solche Lagerspaltung auch in der Ukraine.
In Ungarn gab es 1998 bis 2008 zwei Lager. Das eine bestand aus Fidesz, KDNP, MDF und anfangs auch FKgP, das andere dagegen aus MSZP und SZDSZ. Dieses Lagersystem zerbrach allerdings 2008 nach einem Referendum, bei dem sich 82 % der Bürger gegen von der Regierung favorisierte Reformen gestimmt hatten. Daraufhin verließ die SZDSZ die Koalition, stützte aber weiterhin ein Minderheitskabinett der MSZP, bildete jedoch 2010 ein Wahlbündnis mit der MDF, dagegen blieb die KDNP im Bündnis mit Fidez. 2014 bildete die MSZP ein Bündnis mit Együtt, PM, DK und MLP, dieses Bündnis löste sich doch nach der Wahl wieder auf.
Lateinamerika
In vielen Lateinamerikanischen Ländern gibt es 2 große Parteibündnisse, die gegeneinander antreten, z. B. in Venezuela: Mesa de la Unidad Democrática (Opposition) und den Gran Polo Patriótico (Regierung) oder Brasilien: O Brasil pode mais und Coligação Com a Força do Povo. Ähnliche Parteibündnisse gibt es auch in Argentinien, in Chile, in Peru (bis 2016) und Uruguay.